# فاکسفایر (کارولینای شمالی)
فاکسفایر (به انگلیسی: Foxfire) شهری در ایالت کارولینای شمالی کشور ایالات متحده آمریکا است که جمعیت آن در سرشماری سال ۲۰۱۰ میلادی، ۹۰۲ نفر بوده‌است.